# Ваймихль
Ваймихль (нем. Weihmichl) — община в Германии, в Республике Бавария.
Община расположена в правительственном округе Нижняя Бавария в районе Ландсхут. Подчиняется управлению Фурт.  Население составляет 2481 человек (на 31 декабря 2010 года). Занимает площадь 32,16 км².
Община подразделяется на 3 сельских округа.

## Население
По оценке на 31 декабря 2015 года население общины Ваймихль составляет 2483 чел. 

| Дата      | 1840 | 1871 | 1900 | 1925 | 1939 | 1950 | 1961 | 1970 | 1987 | 2011 |
| --------- | ---- | ---- | ---- | ---- | ---- | ---- | ---- | ---- | ---- | ---- |
| Население | 1095 | 1224 | 1187 | 1251 | 1127 | 1657 | 1335 | 1355 | 1804 | 2438 |

| Год       | 1960 | 1970 | 1980 | 1990 | 2000 | 2009 | 2010 | 2011 | 2012 | 2013 | 2014 | 2015 |
| --------- | ---- | ---- | ---- | ---- | ---- | ---- | ---- | ---- | ---- | ---- | ---- | ---- |
| Население | 1308 | 1399 | 1678 | 1985 | 2383 | 2456 | 2481 | 2454 | 2470 | 2465 | 2496 | 2483 |